# Meigenia pumila
Meigenia pumila là một loài ruồi trong họ Tachinidae.